# ТМЭ3
ТМЭ3 (тепловоз маневровый с электропередачей, тип 3) — белорусский маневровый тепловоз производства чешской фирмы CZ LOKO. Заводское обозначение разработчика — модель 719.

## История внедрения
Обновление подвижного состава железных дорог в Белоруссии нередко происходило в сотрудничестве с зарубежными компаниями (например, из Польши, Швейцарии, Китая). В данном случае к работам были подключены предприятия из Чехии и России. Стороны договорились, что уже имеющая опыт сотрудничества с Белорусской железной дорогой чешская фирма CZ LOKO в рамках инвестиционной программы «Модернизация и сборка маневровых локомотивов в Республике Беларусь» будет поставлять для ТМЭ3 машинокомплекты, а российский «Трансмашхолдинг» — колёсно-моторные блоки. Главную раму было решено изготовлять на Барановичском заводе автоматических линий, а окончательную сборку производить в локомотивном депо Лида.
Презентация тепловоза ТМЭ3-001 прошла в Гродно 27 декабря 2012 года.
В январе 2013 года Белорусская железная дорога начала приёмочные испытания локомотива. Всего в 2013 году планировалось выпустить восемь таких маневровых тепловозов.
В этом же году был построен второй образец (ТМЭ3-002), а в 2014 году — ещё, по крайней мере, 18 тепловозов серии (номера от 003 до 020).
В машинокомплекты новых локомотивов, которые предприятие CZ LOCO поставляет в рамках достигнутых договорённостей, входят:
- главные рамы локомотивов;
- электроблоки (включая электрическую аппаратуру управления локомотивами);
- кабины с органами управления тепловозами;
- дизель-генераторные установки;
- блоки дополнительных приводов, которые обеспечивают электрический привод всего вспомогательного оборудования;
- блоки с пневматическим оборудованием.

## Общие сведения
Двухосный тепловоз предназначен для выполнения лёгких и средне-тяжёлых маневровых работ в депо, на железнодорожных путях общего пользования и на подъездных путях промышленных предприятий с шириной колеи 1520 мм в климатических условиях с температурой от –35 до +40 градусов, максимальным уклоном до 40 ‰, при высоте до 1000 м над уровнем моря.
Исполнение односекционное. Возможна эксплуатация по системе многих единиц (СМЕ).
Основные параметры тепловоза:
- Номинальная масса — 46 т;
- Размеры:
  - Габарит по ГОСТ 9238 — 02-ВМ;
  - Длина по осям автосцепок — 10 420 мм;
  - Ширина — 3100 мм;
  - Высота — 4440 мм;
  - Полная колёсная база — 5300 мм;
- Осевая формула — 20;
- Нагрузка на ось — 23 т;
- Номинальная мощность — 403 кВт;
- Максимальная рабочая скорость — 60 км/ч;
- Максимальная сила тяги на сцепке — 154 кН;
- Запас топлива (объём бака) — 1000 л.

## Конструкция

### Ходовая часть
Ходовая часть тепловоза состоит из колёсных пар, тяговых электродвигателей (ТЭД), осевых передач, подрессоривания и механической части колодочного тормоза. Подрессоривание выполнено на основе стальных витых пружин. Тепловоз оборудован тормозной системой фирмы Knorr Bremse. Колёса локомотива бандажного типа.

### Силовая установка
Силовая установка расположена в переднем капоте, состоит из дизельного двигателя Caterpillar С15 и тягового генератора переменного тока фирмы Siemens. Передача мощности от силовой установки — электрическая, переменно-переменного тока. Электроэнергия от генератора через тяговый выпрямитель поступает на промежуточный контур, от которого осуществляется питание двух тяговых контейнеров, содержащих тяговые инверторы. Каждый тяговый контейнер снабжает энергией свой асинхронный ТЭД. Это позволяет оптимально распределять энергию по ТЭД (например, при потере сцепления с рельсами передней колёсной пары при её разгрузке подача энергии на её двигатель уменьшается, при неизменном снабжении ТЭД задней колёсной пары). Регулирование мощности тепловоза и управление вспомогательными функциями обеспечивает электронная система MSV.

### Тормозная система
В конструкции локомотива предусмотрены три пневматических тормоза (автоматический, прямодействующий и дополнительный), стояночный тормоз и электродинамический тормоз (ЭДТ). При этом автоматический тормоз системы DAKO-GP может работать в двух режимах (грузовом и пассажирском). Блок управления ЭДТ и пневматический блок установлены в заднем капоте. Там же установлен электрический распределитель. Снабжение воздухом осуществляет безмаслянный компрессор. Также предусмотрена система осушки сжатого воздуха.

### Сноски
1. ↑  Предположительно генератор типа 1FC2 401-4 В025